# کولیوادس
کولیوادس (Kollyvades) اعضای جنبشی در کلیسای ارتدکس شرقی بودند که در نیمه دوم قرن هجدهم در جامعه رهبانی کوه آتوس آغاز شد. این جنبش در پی احیای اعمال سنتی و مخالفت با نوآوری‌های بی‌مورد بود و به‌طور غیرمنتظره‌ای به جنبشی برای احیای معنوی تبدیل شد. همان‌طور که متروپولیتن کالیستوس ویر به اختصار اشاره می‌کند:
در سراسر دوره حکومت عثمانی، سنت‌های هسیخاسم (Hesychasm) به‌ویژه در کوه آتوس زنده ماندند. در نیمه دوم قرن هجدهم، جنبش مهمی برای تجدید معنوی در این منطقه ظهور کرد که تأثیرات آن هنوز هم قابل لمس است. اعضای این جنبش که به کولیودس معروف بودند، از اینکه بسیاری از هموطنان یونانی‌شان تحت تأثیر روشنگری غربی قرار می‌گرفتند، نگران بودند. کولیودس معتقد بودند که بازسازی ملت یونان نه از طریق پذیرش ایده‌های سکولار رایج در غرب، بلکه تنها از طریق بازگشت به ریشه‌های واقعی مسیحیت ارتدکس – از طریق کشف مجدد الهیات پاتریستیک و زندگی مذهبی ارتدکس – محقق خواهد شد. به‌ویژه، آنها به اشتراک مکرر در عشای ربانی – در صورت امکان، روزانه – تأکید داشتند، اگرچه در آن زمان بیشتر ارتدکس‌ها فقط سه یا چهار بار در سال به عشای ربانی می‌پرداختند. به همین دلیل، کولیودس به‌شدت در کوه مقدس و جاهای دیگر مورد حمله قرار گرفتند.
نام این جنبش از «کولیوا» (Kollyva) (گندم پخته) گرفته شده است که در مراسم یادبود استفاده می‌شود. حامیان این جنبش راهبان آتوسی بودند که به شدت به سنت مقدس پایبند بودند و اصرار داشتند که مراسم یادبود نباید در روزهای یکشنبه برگزار شود، زیرا آن روز، روز رستاخیز خداوند است، بلکه باید در روز شنبه برگزار گردد که روز معمول برای گرامیداشت یاد مردگان است. آنها همچنین طرفدار دریافت مکرر عشای ربانی بودند و دعای قلبی بی‌وقفه را تمرین می‌کردند.
اصطلاحات «کولیودس»، «کولیویستای» (Kollyvistai) و «ساباتایانوی» (Sabbatianoi) عناوینی بودند که در ابتدا به صورت کنایه و برای توهین استفاده می‌شدند، اما به مرور زمان این نام‌های تحقیرآمیز به یک عنوان افتخار تبدیل شدند. رهبران این جنبش عبارت بودند از نئوفیتوس کافسوکالیویتس (۱۷۱۳–۱۷۸۴)، قدیس ماکاریوس (نوتاراس) کورینثی (۱۷۳۱–۱۸۰۵)، قدیس نیکودیموس کوه مقدس (۱۷۴۹–۱۸۰۹) و قدیس آتاناسیوس پاریوس (۱۷۲۲–۱۸۱۳).

## پیشینه تاریخی
آغاز این مناقشه در سال ۱۷۵۴ میلادی بود. در آن زمان، راهبان صومعه سنت آن، که تعدادشان به شدت افزایش یافته بود، تصمیم گرفتند کلیسای مرکزی قدیمی خود را که با هزینه‌های شخصی پاتریارک سابق، دیونیسیوس سوم، که در آنجا بازنشسته شده بود، ساخته شده بود، تخریب کنند و کلیسای جدیدی بسازند. برای تأمین بودجه لازم، از مردم درخواست کمک کردند و تعداد زیادی از اهداکنندگان از سراسر شرق به این درخواست پاسخ دادند. برای قدردانی از همه این افراد، مراسم بیداری و یادبود همراه با کولیوا (گندم پخته) هر شنبه برگزار می‌شد، همان‌طور که در کوه آتوس مرسوم بود. اما به زودی فهرست اسامی آنقدر طولانی شد و مراسم همراه با خواندن اسامی آنقدر زمان می‌برد که راهبان فرصت نمی‌کردند به کاریز بروند، جایی که هر شنبه بازاری برگزار می‌شد و آنها دست‌ساخته‌های خود را می‌فروختند؛ بنابراین، تا زمانی که کلیسای مرکزی جدید در حال ساخت بود، راهبان تصمیم گرفتند شش روز کار کنند و مراسم یادبود اهداکنندگان را در روز یکشنبه، پس از مراسم عشای ربانی، برگزار کنند.
این تصمیم مورد توافق همه راهبان صومعه قرار نگرفت و آنها به دو جناح متخاصم تقسیم شدند. این مناقشه به سرعت در سراسر کوه آتوس گسترش یافت. یک جناح (کولیوادس) معتقد بود که مراسم یادبود باید فقط در روز شنبه و نه در یکشنبه‌ها و اعیاد مذهبی برگزار شود، در حالی که جناح دیگر (ضد کولیودس) معتقد بود که برگزاری مراسم یادبود در یکشنبه‌ها نیز مغایر با سنت نیست. خصومت شدیدی بین این گروه‌ها ایجاد شد و به سرعت مشخص شد که علاوه بر بهانه‌ای که روز برگزاری مراسم یادبود بود، دلایل عمیق‌تری وجود دارد که شامل تقابل محافظه‌کاران و اصلاح‌طلبان با هدف بازگشت به سنت‌های باستانی یا سازگاری با شرایط اجتماعی مدرن بود.

## تشدید مناقشه و دخالت پاتریارک‌نشین
این مناقشه، به دلیل این پیشینه، عمیق‌تر شد و علاوه بر اینکه موضوع مراسم یادبود را به یک مسئله مهم اعتقادی تبدیل کرد، به مسائل دیگری مانند تناوب دریافت عشای ربانی توسط روحانیون و افراد عادی نیز گسترش یافت. مانند سایر مناقشات، این مورد نیز بر پایه جهل عمومی آغاز شد و عمیق‌تر گشت، تقریباً شصت سال به طول انجامید و به بیان سخنان وحشتناک و نادرست نیز انجامید.
اولین دخالت پاتریارک‌نشین جهانی در مسئله مراسم یادبود یکشنبه در سال ۱۷۷۲ با نامه‌ای از پاتریارک تئودوسیوس دوم صورت گرفت که در آن اعلام کرد کسانی که مراسم یادبود را در شنبه برگزار می‌کنند، از سنت باستانی پیروی می‌کنند، در حالی که کسانی که آن را در یکشنبه‌ها انجام می‌دهند «تحت قضاوت نیستند». پس از شکست این تلاش برای مصالحه، تئودوسیوس دوم یا جانشین او پاتریارک ساموئل اول هانتزریس (۱۷۷۳–۱۷۷۴) یک بخشنامه کلیسایی (۱۷۷۳) صادر کرد که در آن راهبان را ترغیب می‌کرد تا در مورد مراسم یادبود از رویه صومعه خود پیروی کنند و از نزاع با دیگران در این زمینه خودداری کنند. این مداخله سازشکارانه نیز که با هدف مصالحه بین دو گروه بود، شکست خورد.

## مجامع و تصمیمات
پس از آن، شورایی در سال ۱۷۷۴ در صومعه کوتلوموسی، در کوه آتوس، به دستور پاتریارک ساموئل هانتزریس برگزار شد. در این شورا پاتریارک‌های سابق قسطنطنیه، سیریل پنجم، و اسکندریه، ماتئوس، که در کوه آتوس بازنشسته شده بودند، چهار اسقف سابق و دو اسقف فعال، و همچنین دو اسقف از تسالونیکی شرکت کردند. حدود دویست راهب نیز حضور داشتند. شورا تصمیم گرفت که کسانی که بخشنامه کلیسایی سال ۱۷۷۳ را نپذیرفته‌اند، تکفیر شوند و از پاتریارک‌نشین خواستار اقدام شود. با وجود این زبان سخت، مناقشه ادامه یافت.
سرانجام، شورای جدیدی در سال ۱۷۷۶ در قسطنطنیه، تحت رهبری پاتریارک سوفونیوس دوم، برگزار شد که در آن پاتریارک اورشلیم و شانزده روحانی دیگر حضور داشتند. شرکت‌کنندگان اعلام کردند که مراسم یادبود می‌تواند هم در شنبه و هم در یکشنبه برگزار شود و این موضوع بیشتر مورد بحث قرار نخواهد گرفت. در این شورا، از جمله، سنت آتاناسیوس پاریوس، نئوفیتوس کافسوکالیویتس و سنت نیکودیموس کوه مقدس تکفیر شدند. البته بعدها این تکفیر لغو شد.
تناوب عشای ربانی
علاوه بر مسئله مراسم یادبود، مناقشه، همان‌طور که ذکر شد، به معنویت اوخاریستی (عشای ربانی) بر اساس اصول موعظه شده توسط هسی‌کاست‌های قرن چهاردهم نیز گسترش یافت. جنبش کولیودس برای کشف مجدد الهیات پاتریستیک و یک زندگی مذهبی که شامل مشارکت مکرر در عشای ربانی بود، تلاش کرد. این جنبش از سوی بسیاری در کوه آتوس و جاهای دیگر مورد حمله قرار گرفت، حملاتی که بارها از هر حدی که انتظار می‌رفت از راهبان و روحانیون هر طبقه‌ای فراتر رفت.
در سال ۱۸۱۹، یک شورا در قسطنطنیه نظرات کولیودس را مبنی بر اینکه عشای مقدس باید به‌طور منظم توسط روحانیون و افراد عادی دریافت شود، تأیید کرد.

## شخصیت‌های برجسته
کولیودس‌ها:
- قدیس کوسماس اتولوس (فوت ۱۷۷۹)
- نئوفیتوس کافسوکالیویتس (فوت ۱۷۸۴)
- قدیس پایسیوس ولیکوفسکی (فوت ۱۷۹۴)
- قدیس ماکاریوس نوتاراس (فوت ۱۸۰۵)
- قدیس نیکودیموس کوه مقدس (فوت ۱۸۰۹)
- قدیس آتاناسیوس پاریوس (فوت ۱۸۱۳)
- نیکیفوروس کیوس مقدس (فوت ۱۸۲۱)
- قدیس آرسنیوس پاروس (فوت ۱۸۷۷)

ضد کولیودس‌ها:
- بیساریون راپسانی (فوت ۱۸۰۱)
- تئودوریتوس یوانینا (فوت ۱۸۲۳)